# Пеушешть (комуна)
Пеушешть, Пеушешті (рум. Păușești) — комуна у повіті Вилча в Румунії. До складу комуни входять такі села (дані про населення за 2002 рік):
- Барканеле (342 особи)
- Буздуган (573 особи)
- Велень (275 осіб)
- Пеушешть (505 осіб)
- Пеушешть-Отесеу (502 особи)
- Чернелеле (264 особи)
- Шербенешть (463 особи)
- Шолічешть (106 осіб)

Комуна розташована на відстані 169 км на північний захід від Бухареста, 18 км на захід від Римніку-Вилчі, 86 км на північ від Крайови, 132 км на південний захід від Брашова.

## Населення
За даними перепису населення 2002 року у комуні проживали 3030 осіб. Усі жителі комуни рідною мовою назвали румунську.
Національний склад населення комуни:
| Національність | Кількість осіб | Відсоток |
| -------------- | -------------- | -------- |
| румуни         | 3029           | > 99,9%  |
| німці          | 1              | < 0,1%   |

Склад населення комуни за віросповіданням:
| Релігія     | Кількість осіб | Відсоток |
| ----------- | -------------- | -------- |
| православні | 3029           | > 99,9%  |
| реформати   | 1              | < 0,1%   |